# محمد الهاجري
اَلشَّيْخُ مُحَمَّدُ بْنُ سَلْمَانَ بْنِ مُحَمَّدٍ اَلْهَاجِرِيُّ (1335 هـ / 1917 م - 1425 هـ / 2004 م)، هو عالمٌ دينيٌّ شيعيٌّ من الأحساء، ينتمي إلى قبيلة الهواجر المعروفة. وُلد بالهفوف وابتدأ دراسته فيها، ثم انتقل إلى كربلاء عام 1365 هـ، حيث قضى 24 سنة في التحصيل والتدريس. عاد إلى الأحساء عام 1389 هـ، وأسّس حوزةً علميّة، وتولّى القضاء الجعفري عام 1413 هـ بعد الشيخ محمد باقر آل أبو خمسين. عُرف بالتواضع والزهد، وله مؤلفات فقهية. تُوفِّي في 21 رجب 1425 هـ ودُفن في الهفوف.

## ولادته ونشأته
ولد الشيخ محمد بن سلمان بن محمد بن عبد الله بن عيسى بن محمد الهاجري في العاشر من ربيع الأول 1335 هـ بمدينة الهفوف في الأحساء. أتقن قراءة القرآن، والقراءة والكتابة، والعلوم العربية، ومبادئ الفقه والأصول، وعلم الكلام حتى بلغ من العمر 21 عاماً؛ سافر إلى مدينة كربلاء، وبقي فيها مشتغلاً بالدراسة والبحث والتدريس أكثر من عشرين عاماً، وبعدها عاد إلى وطنه الأحساء.
وكان يعد من نوابغ عصره فقد عرف عنه الذكاء الشديد وسرعة البديهة.يمتاز الشيخ الهاجري ـ رغم مقامه العلمي، وكبر سنّه ـ بتواضعه واحترامه لكلّ أحد، ويشهد له الجميع بطيب الأخلاق، ولين العريكة والبساطة، وطيب النفس، وعُرف عنه حبّه لإثارة المسائل العلمية لتحريك أجواء النقاشات، وإفعامها بمختلف الأجوبة والردود .
دراسته
بعد أن أتقن قراءة القرآن الكريم، والقراءة والكتابة، والعلوم العربية، ومبادئ الفقه والأُصول، وعلم الكلام، سافر إلى مدينة كربلاء المقدّسة، وله من العمر (21) عاماً، وبقي فيها مشتغلاً بالعلم والبحث والتدريس أكثر من عشرين عاماً، وبعدها عاد إلى وطنه مدينة الأحساء ؛ ليقوم بواجبه المتمثّل بنشر العلم، والترويج لأحكام الشريعة الإسلامية، ورفع هموم الناس وحلّ مشاكلهم، إلى حين رحيله إلى ربّه .

## أساتذته
| - علي الإحقاقي. - أحمد آل أبو علي. - أحمد الرمضان. - علي بن محمد العيثان الشيباني الأحسائي. | - محمد علي التبريزي الآذربيجاني. - محمد الخطيب. - محمد هادي الحسيني الميلاني. - المهدي بن حبيب الله الحسيني الشيرازي. | - يوسف الخراساني. - محمد طاهر البحراني. |

## تدريسه وتلامذته
كان في مدينة كربلاء يلقي الدروس الحوزوية على عدد من الطلبة، ولمّا عاد إلى الأحساء واصل نشاطه التدريسي، حيث أسّس في داره حوزة علمية خاصّة، كانت فيها عدّة حلقات للدرس، بعضها يدرس فيها بنفسه، وبعضها الآخر يقوم بالتدريس فيها تلامذته، وخلال سبعة وعشرين عاماً من عودته إلى الأحساء، وحتّى آخر أيّامه، قام بتدريس مختلف الدروس الحوزوية، وتخرّج على يديه الكثير من طلبة الأحساء وغيرهم.

### تلامذته
| - مصطفى آل اعتماد الحائري. - حسن الحسيني الشيرازي. - إبراهيم السوري النبلي. - صادق الحسيني الشيرازي. - مجتبى الحسيني الشيرازي. - محمد علي الطبسي. | - عبد الواحد الجزائري. - محمد علي الطباطبائي. - هاشم محمد الحسن السلمان. - حسين محمد السلمان. - عبد الأمير ناصر السلمان. - حبيب الهديبي. | - نجيب الحرز. - حجي السلطان. - محمد الشهاب. - يوسف الشقاق. - عبد الأمير الخرس. - أمين البقشي. - علي الجزيري |

## مؤلفاته
- رسالة في البيع.
- رسالة في حقوق الوالدين.
- رسالة في عدم جواز التقدم على قبر المعصوم في الصلاة.
- تعليقة على العروة الوثقى. هذا الكتاب تعليقةٌ على كتاب العروة الوثقى لمحمد كاظم الطباطبائي اليزدي.

## وفاته
توفّي الهاجري في الحادي والعشرين من رجب 1425 هـ، ودفن بمقبرة مدينة الهفوف في الأحساء

## وصلات خارجية
- سيرة الهاجري في برنامج «أعلامنا» على قناة كربلاء على يوتيوب